# 非洲蛙虎属
非洲蛙虎属（学名：Afrogecko），也称非洲叶趾虎属，为壁虎科的一个属。

## 下属物种
本属包括以下物种：
- Afrogecko ansorgii (Boulenger, 1907)
- Afrogecko porphyreus (Daudin, 1802)